# Kaltenberger Mühle (Mömbris)

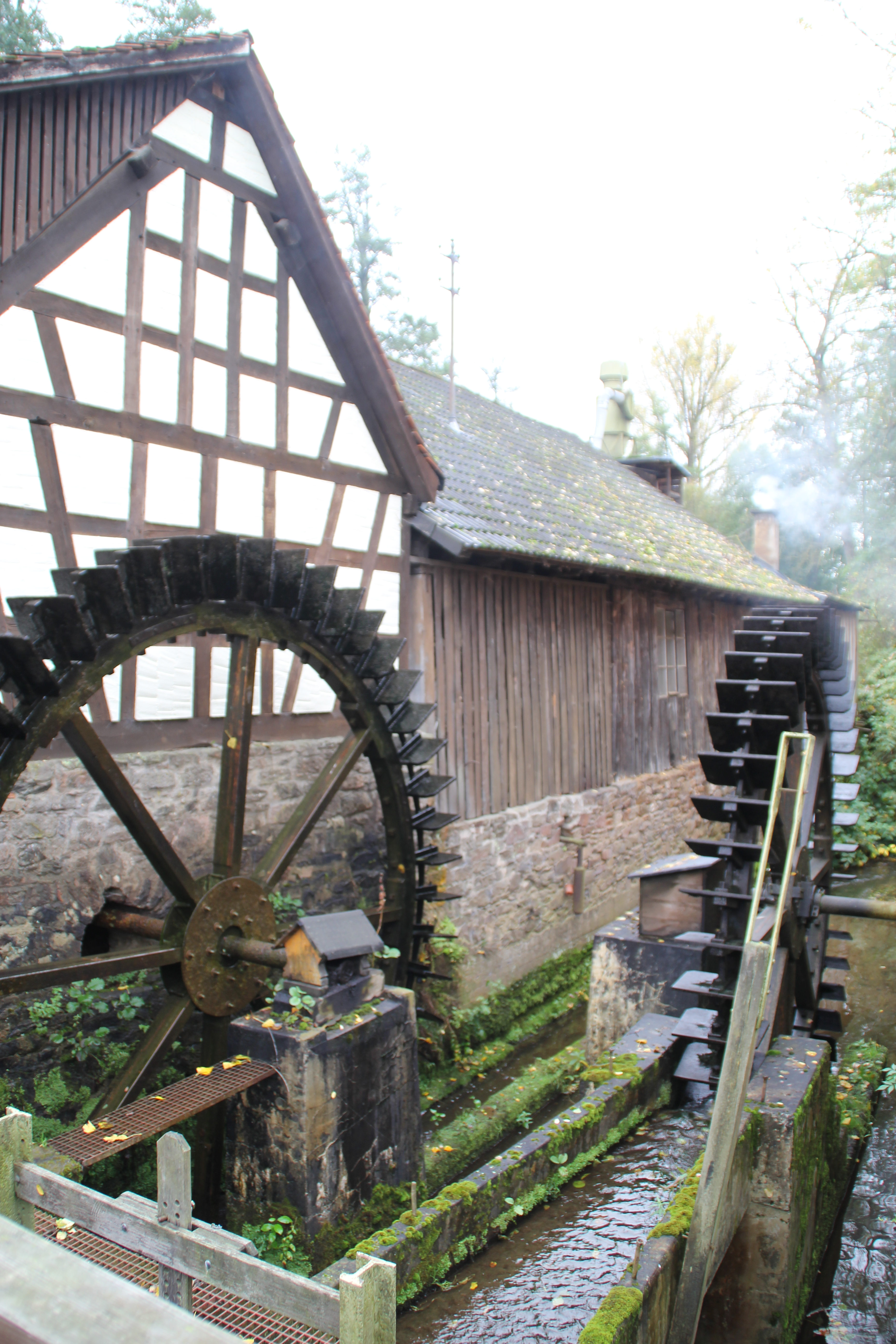
Die Kaltenberger Mühle mit den beiden unterschlächtigen Wasserrädern der Schneid- (im Fachwerkbau) und der Getreidemühle

Die Kaltenberger Mühle, auch Heege-Mertes-Mühle genannt, ist eine Doppelwassermühle bei Mömbris im Landkreis Aschaffenburg in Bayern.

## Geographie
Die Kaltenberger Mühle befindet sich im mittleren Kahlgrund zwischen Königshofen und Schimborn. Sie besteht aus zwei Mühlen, die sich links und rechts des Mühlbaches an der Kahl befinden. Die Obermühle ist eine Schneidmühle und betreibt ein Sägewerk. Sie steht auf der Gemarkung von Schimborn unweit des Dorfes Kaltenberg. Die Untermühle ist eine ehemalige Getreidemühle auf der Gemarkung von Königshofen.

## Geschichte

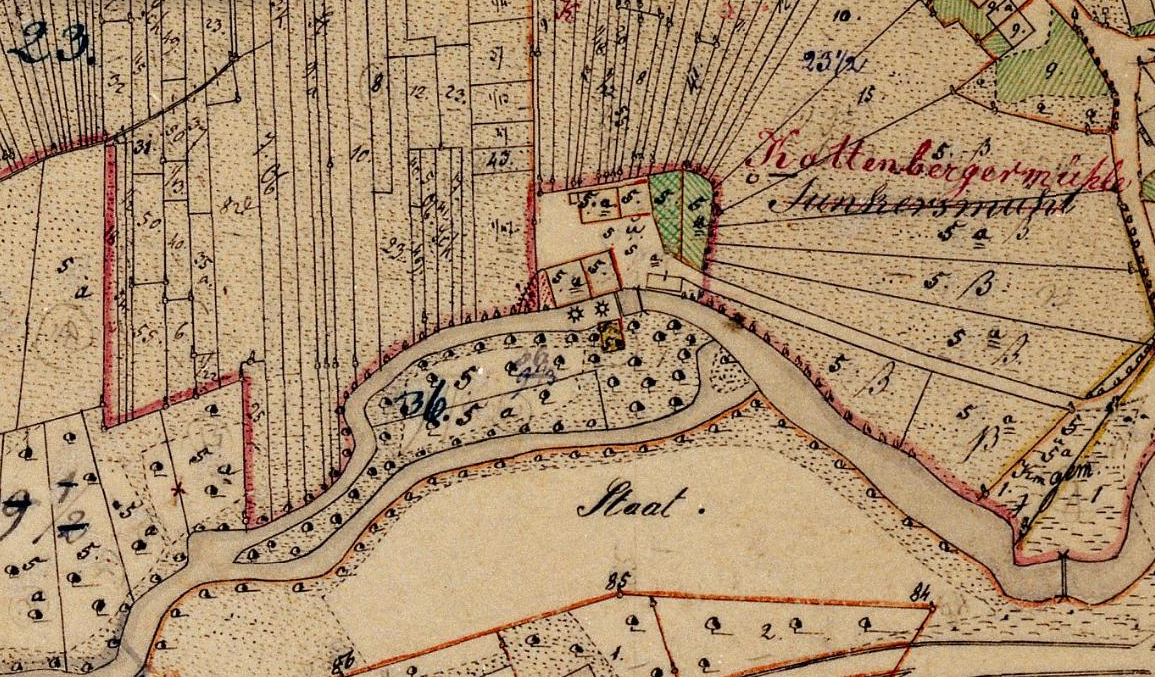
Die Kaltenberger Mühle (Bildmitte) in der Uraufnahme von 1846

Die Kaltenberger Mühle wurde 1609 erstmals schriftlich erwähnt. Damals gehörte sie zu einem Hofgut, aus dem das heutige Kaltenberg entstand. 1686 wurde sie in einer Urkunde als „Mühl bei Königshofen“ genannt. Anfang des 19. Jahrhunderts wurde die Getreidemühle um eine ihr gegenüberliegende Ölmühle erweitert. 1832 teilte die damalige Besitzerin Anna Maria Rosenberger die Doppelmühle und das Grundstück unter ihren Kindern auf. Die Mühlen wurden in den darauffolgenden Jahren mehrfach verkauft. 1861 wurde die Getreidemühle und das Gebiet rechts des Mühlbaches von Schimborn nach Königshofen eingegliedert.
1870 erwarb Martin Heeg die Ölmühle, die er zusätzlich mit einer durch die Wasserkraft betriebenen Säge versah. Zu dieser Zeit drehten sich dort drei unterschlächtige Wasserräder nebeneinander. In den folgenden Jahren wurde die Ölmühle in dem Fachwerkhaus abgebrochen und das Sägewerk erweitert. 1895 kaufte die Familie Heeg die Getreidemühle wieder hinzu. Doch schon 1898 wurde der Besitz auf die Heegkinder aufgeteilt. 1918 erwarb man Maschinen aus der Alzenauer Christmühle bei deren Stilllegung. Die Kaltenberger Getreidemühle wurde bis in die 1980er Jahre betrieben. Die Inneneinrichtung blieb erhalten und die Mühle ist weiterhin funktionsfähig. 1981 beschädigte ein Hochwasser das alte Mühlrad der Sägemühle schwer. 1990 wurde die Mühle saniert und 2014 das Mühlrad erneuert. Die Getreidemühle ist heute ein Mühlenmuseum.